# Дорджи Вангмо (политик)
Дорджи Вангмо (дзонг-кэ རྡོ་རྗེ་དབང་མོ, англ. Dorjee Wangmo; род. 1988) — бутанская политик, член Национальной ассамблеи Бутана с 31 октября 2018 года.

## Образование
Имеет степень бакалавра компьютерных наук.

## Политическая деятельность
До политики работала в сфере информационно-коммуникационных технологий.
31 октября 2018 года избрана в Национальную ассамблею Бутана от Объединённой партии Бутана от округа Сомбайха на выборах 2018 года. На выборах получила 1536 голосов, обойдя Тхеванга Ринзина кандидата от Партии мира и процветания.